# Atletism la Jocurile Olimpice de vară din 1936
Probele sportive de atletism la Jocurile Olimpice de vară din 1936 s-au desfășurat în perioada 2 - 9 august 1936 la Berlin, Germania. Au fost 29 de probe sportive, în care au concurat 776 sportivi, din 43 de țări.

## Stadion
Probele au avut loc pe Stadionul Olimpic din Berlin. Acesta a fost inaugurat în anul 1936.

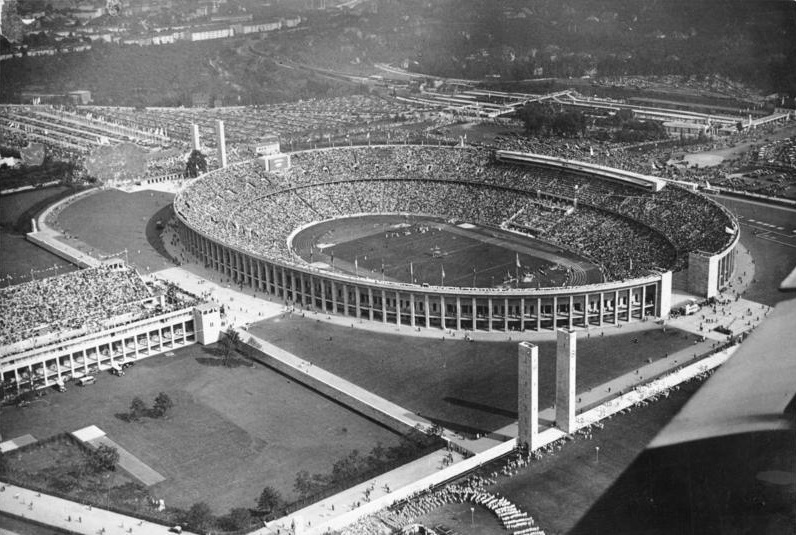
Stadionul Olimpic
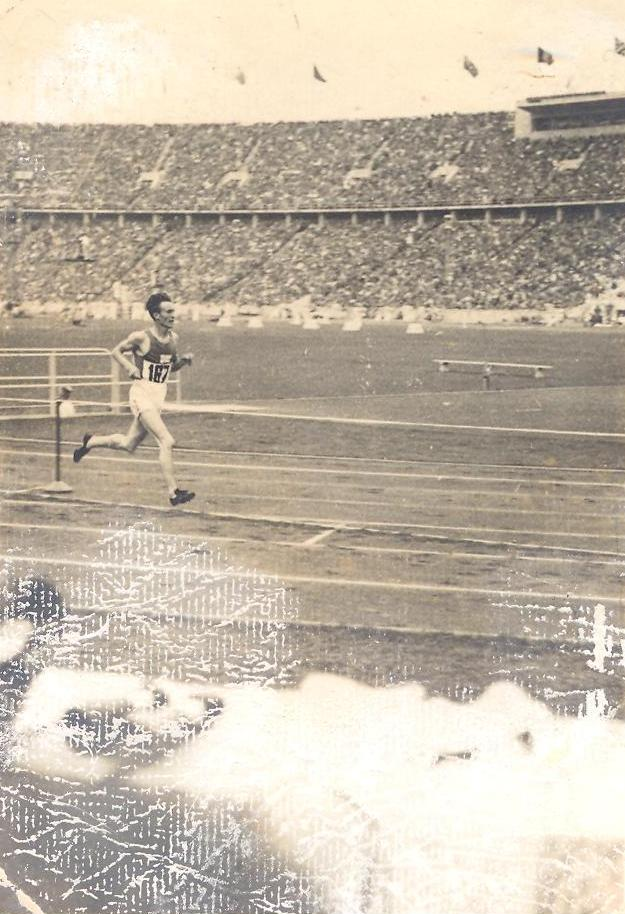
Volmari Iso-Hollo

## Probe sportive

### Masculin
| Event                        | Aur                                                                                         | Aur       | Argint                                                                                         | Argint    | Bronz                                                                                     | Bronz     |
| 100 m detalii                | Jesse Owens (USA)                                                                           | 10,3      | Ralph Metcalfe (USA)                                                                           | 10,4      | Tinus Osendarp (NED)                                                                      | 10,5      |
| 200 m detalii                | Jesse Owens (USA)                                                                           | 20,7      | Mack Robinson (USA)                                                                            | 21,1      | Tinus Osendarp (NED)                                                                      | 21,3      |
| 400 m detalii                | Archie Williams (USA)                                                                       | 46,5      | Godfrey Brown (GBR)                                                                            | 46,7      | James LuValle (USA)                                                                       | 46,8      |
| 800 m detalii                | John Woodruff (USA)                                                                         | 1:52,9    | Mario Lanzi (ITA)                                                                              | 1:53,3    | Phil Edwards (CAN)                                                                        | 1:53,6    |
| 1500 m detalii               | Jack Lovelock (NZL)                                                                         | 3:47,8    | Glenn Cunningham (USA)                                                                         | 3:48,4    | Luigi Beccali (ITA)                                                                       | 3:49,2    |
| 5000 m detalii               | Gunnar Höckert (FIN)                                                                        | 14:22,2   | Lauri Lehtinen (FIN)                                                                           | 14:25,8   | Henry Jonsson (SWE)                                                                       | 14:29,0   |
| 10 000 m detalii             | Ilmari Salminen (FIN)                                                                       | 30:15,4   | Arvo Askola (FIN)                                                                              | 30:15,6   | Volmari Iso-Hollo (FIN)                                                                   | 30:20,2   |
| 110 m garduri detalii        | Forrest Towns (USA)                                                                         | 14,2      | Don Finlay (GBR)                                                                               | 14,4      | Fritz Pollard (USA)                                                                       | 14,4      |
| 400 m garduri detalii        | Glenn Hardin (USA)                                                                          | 52,4      | John Loaring (CAN)                                                                             | 52,7      | Miguel White (PHI)                                                                        | 52,8      |
| 3000 m obstacole detalii     | Volmari Iso-Hollo (FIN)                                                                     | 9:03,8    | Kaarlo Tuominen (FIN)                                                                          | 9:06,8    | Alfred Dompert (GER)                                                                      | 9:07,2    |
| 4×100 m detalii              | Statele Unite ale Americii (USA) · Jesse Owens · Ralph Metcalfe · Foy Draper · Frank Wykoff | 39,8      | Italia (ITA) · Orazio Mariani · Gianni Caldana · Elio Ragni · Tullio Gonnelli                  | 41,1      | Germania (GER) · Wilhelm Leichum · Erich Borchmeyer · Erwin Gillmeister · Gerd Hornberger | 41,2      |
| 4×400 m detalii              | Marea Britanie (GBR) · Freddie Wolff · Godfrey Rampling · Bill Roberts · Godfrey Brown      | 3:09,0    | Statele Unite ale Americii (USA) · Harold Cagle · Robert Young · Edward O’Brien · Alfred Fitch | 3:11,0    | Germania (GER) · Helmut Hamann · Friedrich Von Stülpnagel · Harry Voigt · Rudolf Harbig   | 3:11,8    |
| Maraton detalii              | Son Kitei (JPN)                                                                             | 2:29:19,2 | Ernest Harper (GBR)                                                                            | 2:31:23,2 | Nan Shoryu (JPN)                                                                          | 2:31:42,0 |
| 50 km marș detalii           | Harold Whitlock (GBR)                                                                       | 4:30:41,4 | Arthur Tell Schwab (SUI)                                                                       | 4:32:09,2 | Adalberts Bubenko (LAT)                                                                   | 4:32:42,2 |
| Săritura în înălțime detalii | Cornelius Johnson (USA)                                                                     | 2,03 m    | Dave Albritton (USA)                                                                           | 2,00 m    | Delos Thurber (USA)                                                                       | 2,00 m    |
| Săritura cu prăjina detalii  | Earle Meadows (USA)                                                                         | 4,35 m    | Shuhei Nishida (JPN)                                                                           | 4,25 m    | Sueo Ōe (JPN)                                                                             | 4,25 m    |
| Săritura în lungime detalii  | Jesse Owens (USA)                                                                           | 8,06 m    | Luz Long (GER)                                                                                 | 7,87 m    | Naoto Tajima (JPN)                                                                        | 7,74 m    |
| Triplusalt detalii           | Naoto Tajima (JPN)                                                                          | 16,00 m   | Masao Harada (JPN)                                                                             | 15,66 m   | Jack Metcalfe (AUS)                                                                       | 15,50 m   |
| Aruncarea greutății detalii  | Hans Woellke (GER)                                                                          | 16,20 m   | Sulo Bärlund (FIN)                                                                             | 16,12 m   | Gerhard Stöck (GER)                                                                       | 15,66 m   |
| Aruncarea discului detalii   | Ken Carpenter (USA)                                                                         | 50,48 m   | Gordon Dunn (USA)                                                                              | 49,36 m   | Giorgio Oberweger (ITA)                                                                   | 49,23 m   |
| Aruncarea ciocanului detalii | Karl Hein (GER)                                                                             | 56,49 m   | Erwin Blask (GER)                                                                              | 55,04 m   | Fred Warngård (SWE)                                                                       | 54,83 m   |
| Aruncarea suliței detalii    | Gerhard Stöck (GER)                                                                         | 71,84 m   | Yrjo Nikkanen (FIN)                                                                            | 70,77 m   | Kalervo Toivonen (FIN)                                                                    | 70,72 m   |
| Decatlon detalii             | Glenn Morris (USA)                                                                          | 7900      | Bob Clark (USA)                                                                                | 7601      | Jack Parker (USA)                                                                         | 7275      |

### Feminin
| Event                        | Aur                                                                                                 | Aur     | Argint                                                                              | Argint  | Bronz                                                                              | Bronz   |
| 100 m detalii                | Helen Stephens (USA)                                                                                | 11,5    | Stanisława Walasiewicz (POL)                                                        | 11,7    | Käthe Krauß (GER)                                                                  | 11,9    |
| 80 m garduri detalii         | Trebisonda Valla (ITA)                                                                              | 11,7    | Anni Steuer (GER)                                                                   | 11,7    | Betty Taylor (CAN)                                                                 | 11,7    |
| 4×100 m detalii              | Statele Unite ale Americii (USA) · Harriet Bland · Annette Rogers · Betty Robinson · Helen Stephens | 46,9    | Marea Britanie (GBR) · Eileen Hiscock · Violet Olney · Audrey Brown · Barbara Burke | 47,6    | Canada (CAN) · Dorothy Brookshaw · Mildred Dolson · Hilda Cameron · Aileen Meagher | 47,8    |
| Săritura în înălțime detalii | Ibolya Csák (HUN)                                                                                   | 1,60 m  | Dorothy Odam (GBR)                                                                  | 1,60 m  | Elfriede Kaun (GER)                                                                | 1,60 m  |
| Aruncarea discului detalii   | Gisela Mauermayer (GER)                                                                             | 47,63 m | Jadwiga Wajs (POL)                                                                  | 46,22 m | Paula Mollenhauer (GER)                                                            | 39,80 m |
| Aruncarea suliței detalii    | Tilly Fleischer (GER)                                                                               | 45,18 m | Luise Krüger (GER)                                                                  | 43,29 m | Maria Kwaśniewska (POL)                                                            | 41,80 m |

## Clasament pe medalii
| Loc   | Țară                       | Aur | Argint | Bronz | Total |
| ----- | -------------------------- | --- | ------ | ----- | ----- |
| 1     | Statele Unite ale Americii | 14  | 7      | 4     | 25    |
| 2     | Germania                   | 5   | 4      | 7     | 16    |
| 3     | Finlanda                   | 3   | 5      | 2     | 10    |
| 4     | Marea Britanie             | 2   | 5      | 0     | 7     |
| 5     | Japonia                    | 2   | 2      | 3     | 7     |
| 6     | Italia                     | 1   | 2      | 2     | 5     |
| 7     | Ungaria                    | 1   | 0      | 0     | 1     |
| 7     | Noua Zeelandă              | 1   | 0      | 0     | 1     |
| 9     | Polonia                    | 0   | 2      | 1     | 3     |
| 10    | Canada                     | 0   | 1      | 3     | 4     |
| 11    | Elveția                    | 0   | 1      | 0     | 1     |
| 12    | Olanda                     | 0   | 0      | 2     | 2     |
| 12    | Suedia                     | 0   | 0      | 2     | 2     |
| 14    | Filipine                   | 0   | 0      | 1     | 1     |
| 14    | Letonia                    | 0   | 0      | 1     | 1     |
| 14    | Australia                  | 0   | 0      | 1     | 1     |
| Total | Total                      | 29  | 29     | 29    | 87    |